# القداس (موسيقى)

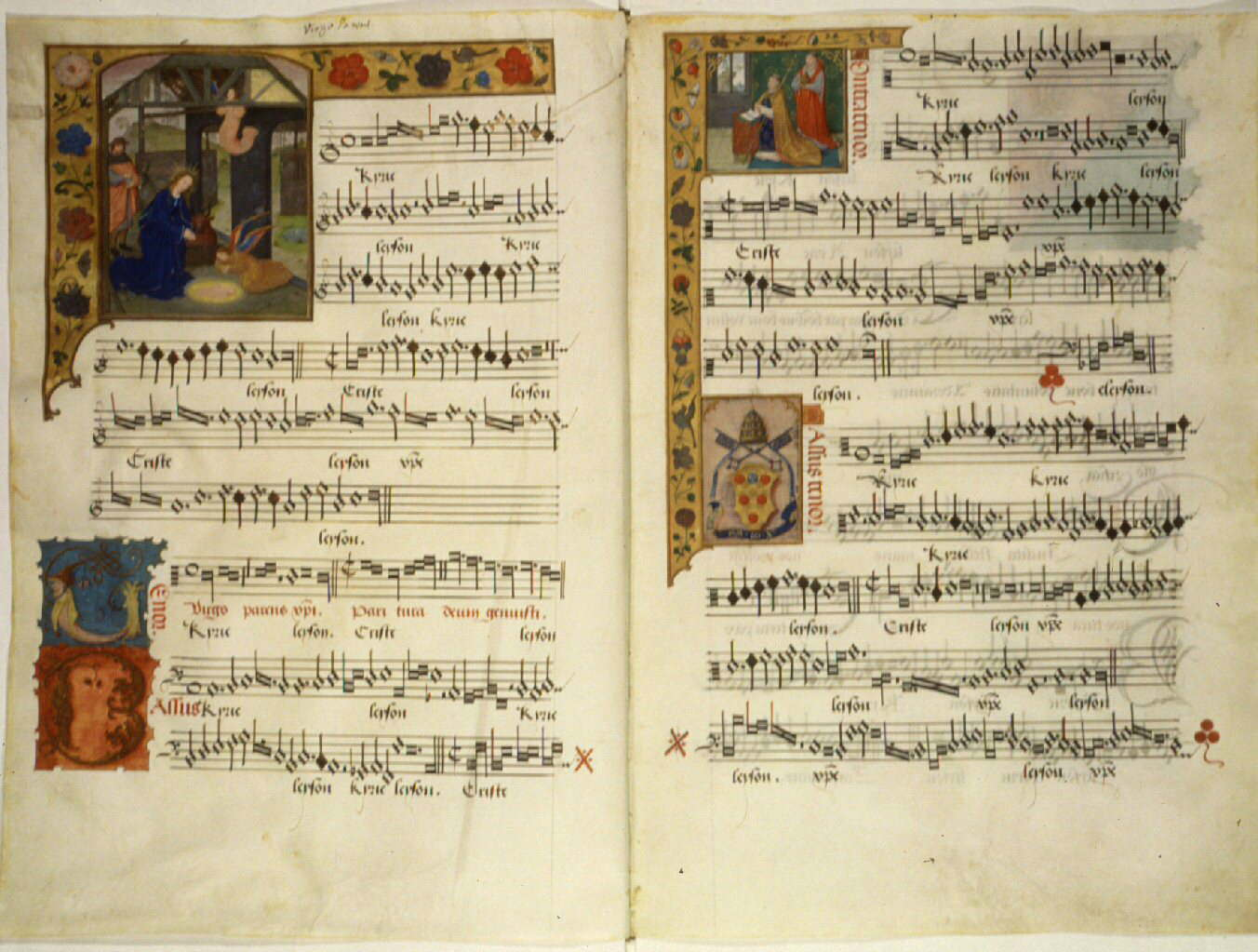

القداس في الموسيقى بالإنجليزية Mass هو عمل موسيقي ديني كورالي.
القداس هو صلاة أساسية في الكنيسة الكاثوليكية. أجزاء من تغير القداس وفق مواسم السنة الكنسية؛ مثلا نصوص معينة وردود فعل مناسبة في عيد القيامة وأخرى في عيد الميلاد. هذه الأجزاء المتنوعة للقداس مناسبة فقط في اوقات معينة.
أجزاء أخرى من الصلاة يحتفل بها في أي موسم أو وقت من اليوم وهذه تشكل “الجزء العادي” من القداس. توجد خمسة أقسام في هذا الجزء: كرياليسون أي فلترحمنا يا إلهي، جلوريا أي المجد لله في العلى، الكريدو (الإيمان) وسانكتوس أي نشيد التقديس ، وأنجوس دي أي حمل الله .
رغم أن كلمات القداس كانت في البداية يونانية، أصبحت اللاتينية لغة الكنيسة الكاثوليكية في القرن الثالث وظلت هكذا حتى الستينات، مع استثناء الكرياليسون الذي ظل يغنى باليوناني. منذ 65 احتفل بالقداس باللغات العامية رغم استمرار عد صغير من الجماعة في الصلاة في تفضيل استخدام اللاتيني. في أي حال، ظل نص القداس أساسا دون تغيير منذ العصور الوسطى.
أجزاء القداس العادية والخاصة بمناسبات معينة دائما تلحن قبل القرن الرابع عشر، وعدة الحان اختيرت للاداء في الكنيسة بغض النظر عن أي علاقة موسيقية بينهم مع ذلك، أول لحن كامل للقداس العادي كله كتبه مؤلف موسيقي يعتقد أنه “قداس السيدة العذراء” الذي كتبه الشاعر والموسيقي غيوم دو ماشو في القرن الرابع عشر.